# Sicista pseudonapaea
Sicista pseudonapaea är en däggdjursart som beskrevs av Strautman 1949. Sicista pseudonapaea ingår i släktet buskmöss, och familjen hoppmöss. IUCN kategoriserar arten globalt som otillräckligt studerad. Inga underarter finns listade i Catalogue of Life.
Denna buskmus blir 65 till 77 mm lång (huvud och bål), har en 82 till 102 mm lång svans och väger 10 till 13,3 g. Bakfötterna är 12 till 18 mm långa och öronen är 12 till 17 mm stora. I den grå till gråbruna pälsen på ovansidan är nära glest fördelade svarta hår inblandade. Håren på kinderna har inga svarta spetsar vad som gör området ljusare. En mörk strimma på ryggens topp saknas. På undersidan förekommer ljusgrå päls. Svansen har en brun ovansida och en vitaktig undersida.
Arten förekommer i bergstrakten Altaj i östra Kazakstan och nordvästra Kina. Den vistas mellan 1000 och 2000 meter över havet. Habitatet utgörs av ängar, buskskogar och öppna skogar.
Individerna är främst aktiva vid skymningen och gryningen. De äter ryggradslösa djur och frön. Under den kalla årstiden håller arten vinterdvala. Honor har en kull per år. Sicista pseudonapaea kan inta ett stelt tillstånd (torpor) under sommaren när vädret är kalt. Individerna vilar i underjordiska bon som skapades av andra djur och i bergssprickor. Fortplantningstiden sträcker sig från maj till mitten av juli. De flesta honor har fyra ungar per kull. Endast ett fåtal exemplar övervintrar två gånger.